# Вермілліон (Південна Дакота)
Вермілліон (англ. Vermillion) — місто (англ. city) в США, в окрузі Клей штату Південна Дакота. Населення — 11 695 осіб (2020). Десяте місце у штаті. Розташоване на річці Вермілліон за 8 км на північ від її впадіння в Міссурі. У Вермиллионі розташовано Університет Південної Дакоти.

## Географія
Вермілліон розташований за координатами 42°46′57″ пн. ш. 96°55′28″ зх. д. / 42.78250° пн. ш. 96.92444° зх. д. (42.782505, -96.924422).  За даними Бюро перепису населення США в 2010 році місто мало площу 10,43 км², уся площа — суходіл. В 2017 році площа становила 11,83 км², уся площа — суходіл.

### Клімат
| Клімат : Вермілліон     | Клімат : Вермілліон | Клімат : Вермілліон | Клімат : Вермілліон | Клімат : Вермілліон | Клімат : Вермілліон | Клімат : Вермілліон | Клімат : Вермілліон | Клімат : Вермілліон | Клімат : Вермілліон | Клімат : Вермілліон | Клімат : Вермілліон | Клімат : Вермілліон | Клімат : Вермілліон |
| Показник                | Січ.                | Лют.                | Бер.                | Квіт.               | Трав.               | Черв.               | Лип.                | Серп.               | Вер.                | Жовт.               | Лист.               | Груд.               | Рік                 |
| Абсолютний максимум, °C | 21,7                | 23,3                | 32,2                | 36,1                | 40,0                | 42,2                | 42,2                | 41,1                | 39,4                | 36,7                | 28,3                | 20,6                | 42,2                |
| Середній максимум, °C   | −0,6                | 2,8                 | 8,9                 | 17,2                | 22,8                | 27,8                | 30,0                | 28,9                | 25,6                | 18,3                | 8,3                 | 0,6                 | 15,9                |
| Середня температура, °C | −6,1                | −3,3                | 2,8                 | 10,0                | 16,1                | 21,7                | 23,9                | 22,8                | 18,3                | 11,1                | 2,8                 | −5                  | 9,6                 |
| Середній мінімум, °C    | −11,7               | −9,4                | −3,3                | 2,8                 | 9,4                 | 15,0                | 17,8                | 16,7                | 11,1                | 3,9                 | −3,3                | −10,6               | 3,3                 |
| Абсолютний мінімум, °C  | −34,4               | −36,1               | −30                 | −13,9               | −6,7                | 2,2                 | 2,8                 | 2,2                 | −5                  | −12,2               | −31,1               | −34,4               | −36,1               |
| Норма опадів, мм        | 13                  | 16                  | 42                  | 81                  | 100                 | 103                 | 94                  | 70                  | 74                  | 57                  | 37                  | 16                  | 703                 |
| ----------------------- | ------------------- | ------------------- | ------------------- | ------------------- | ------------------- | ------------------- | ------------------- | ------------------- | ------------------- | ------------------- | ------------------- | ------------------- | ------------------- |
| Джерело:                |                     |                     |                     |                     |                     |                     |                     |                     |                     |                     |                     |                     |                     |

## Демографія
Згідно з переписом 2010 року, у місті мешкала 10 571 особа в 3811 домогосподарстві у складі 1692 родин. Густота населення становила 1013 осіб/км².  Було 4043 помешкання (387/км²).
Расовий склад населення:
| - 89,6 % — білих - 3,6 % — корінних американців - 2,1 % — азіатів - 1,7 % — чорних або афроамериканців |

До двох чи більше рас належало 2,6 %. Частка іспаномовних становила 2,4 % від усіх жителів.
За віковим діапазоном населення розподілялося таким чином: 15,3 % — особи молодші 18 років, 76,3 % — особи у віці 18—64 років, 8,4 % — особи у віці 65 років та старші. Медіана віку мешканця становила 23,4 року. На 100 осіб жіночої статі у місті припадало 91,7 чоловіків;  на 100 жінок у віці від 18 років та старших — 90,5 чоловіків також старших 18 років.
Середній дохід на одне домашнє господарство  становив 46 204 долари США (медіана — 29 254), а середній дохід на одну сім'ю — 69 873 долари (медіана — 57 500). Медіана доходів становила 34 432 долари для чоловіків та 31 435 доларів для жінок. За межею бідності перебувало 35,7 % осіб, у тому числі 28,1 % дітей у віці до 18 років та 3,1 % осіб у віці 65 років та старших.
Цивільне працевлаштоване населення становило 5758 осіб. Основні галузі зайнятості: освіта, охорона здоров'я та соціальна допомога — 35,9 %, мистецтво, розваги та відпочинок — 18,9 %, роздрібна торгівля — 14,7 %.

## Відомі особистості
У поселенні народився:
- Кевін Брейді (* 1955) — американський політик.

## Міста-побратими
Ратинген, Німеччина